# Гапон-Клименко Інна Олександрівна
І́нна Олекса́ндрівна Гапо́н-Климе́нко (нар. 9 серпня 1963, Запоріжжя) — українська співачка, народна артистка України (2018). Донька народного артиста України Олександра Гапона.

## Загальні відомості
У 1983 закінчила диригентсько-хоровий відділ Запорізького музичного училища імені Платона Майбороди, у 1988 — диригентсько-хоровий факультет Харківського інституту мистецтв імені Івана Котляревського зі спеціальності «Викладач хорових дисциплін, диригент хору».
У 1988—1989 працювала хормейстером Харківської юридичної академії.
1989—1997 — викладач хорових дисциплін Харківського училища культури.
З 1998 — викладач постави голосу і хорових дисциплін Запорізького музичного училища ім. Платона Майбороди.

## Сольні програми
- Концерт-вистава «Я Вас люблю, я думаю о Вас…» (2005)
- Концертні програми «Не покидай мене, Весна» (2005)
- «Все починається з кохання» (2008)
- Вечір пісень і романсів у супроводі Ансамблю народних інструментів «Рідні наспіви» Національної філармонії України (2008).